# Cret Bizovački
Cret Bizovački je naselje u općini Bizovac u Osječko-baranjskoj županiji. Kroz selo prolazi državna cesta D2 (Podravska magistrala) i željeznička pruga Osijek – Našice. Naselje se nalazi na 90 metara nadmorske visine u nizini istočnohrvatske ravnice, a dobilo je ime po šumi Cret. Od Valpova je udaljen 15 km. 

## Stanovništvo
| broj stanovnika |       |       |       | 6     | 6     | 4     | 12    | 10    | 366   | 489   | 678   | 611   | 667   | 716   | 646   | 604   | 485   |
|                 | 1857. | 1869. | 1880. | 1890. | 1900. | 1910. | 1921. | 1931. | 1948. | 1953. | 1961. | 1971. | 1981. | 1991. | 2001. | 2011. | 2021. |

Iskazuje se kao naselje od 1890. Do 1900. iskazivano pod imenom Čret, a od 1910. do 1981. pod imenom Čret Bizovački. 

## Povijest
Najstarije vijesti o Cretu kažu da se nalazio prije dolaska Turaka u posjedu Viteškog reda Sv. Ivana u gospojštini Karaševo s 30 drugih sela. Prvi popisani stanovnicu su vjerojatno bili nastanjeni lovočuvari šume Cret i čuvari pruge. 
Prema nekim podacima, do većeg naseljavanja je došlo poslije Prvog svjetskog rata oko 1929. godine iz Hrvatskog zagorja, Dalmacije i Like. Odmah se pristupilo krčenju šume radi stvaranja slobodnog prostora za podizanje kuća. 

## Crkva
Filijalna crkva Sv. Antuna Padovanskog izgrađena 1970. godine pripada katoličkoj župi u Bizovcu i valpovačkom dekanatu Đakovačko-osječke nadbiskupije, a crkveni god iliti kirvaj slavi se 13. lipnja na Antunovo.

## Obrazovanje
Područna škola je do četvrtog razreda, a radi u sklopu Osnovne škole Bratoljub Klaić iz Bizovca.

## Kultura
- KUD "Cret" osnovan 2008., tokom mjeseca svibnja svake godine organizira folklornu manifestaciju "Kad svib procvjeta u šumama Creta"

## Šport
- NK Hajdin Cret (2. ŽNL Osječko-baranjska, NS Valpovo)

## Ostalo
- Dobrovoljno vatrogasno društvo Cret, osnovano 1983.
- Konjički klub "Cret"

## Vanjska poveznica
- http://www.opcina-bizovac.hr/